# 13213 Maclaurin
A 13213 Maclaurin (ideiglenes jelöléssel 1997 JB15) a Naprendszer kisbolygóövében található aszteroida. Eric Walter Elst fedezte fel 1997. május 3-án.